# Никола Стоянов (лекар)
Никола Стоянов е лекар, работил в Сяр в началото на XIX век. Името на Никола Стоянов е споменато на гръцки в Кондиката на Сярската митрополия (1603 – 1898). В нея в 1815 година той е споменат като главен лекар на града с гръцката форма на името си Никола Стояну.